# Rite Time
Rite Time – dwunasty album niemieckiej grupy krautrockowej Can, wydany w październiku 1989 roku przez Mute Records.

## Opis
Jest to ostatnia studyjna płyta zespołu i zarazem pierwsza wydana po jego rozpadzie w 1979. Materiał został nagrany po reaktywacji zespołu w roku 1986, a następnie edytowany intensywnie przez członków grupy. Na albumie pojawił się wokalista Malcolm Mooney, który odszedł z grupy jeszcze w 1970 roku. Ostatni utwór „In the Distance Lies the Future” pojawia się tylko na wersjach CD. Płytę wydawały różne wydawnictwa, pojawiały się też reedycje w 1994, 1998, 2000, 2006 i 2014.

## Lista utworów
Wszystkie utwory napisali Czukay, Karoli, Liebezeit, Schmidt, Mooney.
| 1. | On the Beautiful Side of a Romance | 7:27  |
|    |                                    |       |
| 2. | The Withoutlaw Man                 | 4:18  |
|    |                                    |       |
| 3. | Below This Level (Patient's Song)  | 3:44  |
|    |                                    |       |
| 4. | Movin' Right Along                 | 3:28  |
|    |                                    |       |
| 5. | Like a New Child                   | 7:36  |
|    |                                    |       |
| 6. | Hoolah Hoolah                      | 4:31  |
|    |                                    |       |
| 7. | Give the Drummer Some              | 6:47  |
|    |                                    |       |
| 8. | In the Distance Lies the Future    | 4:00  |
|    |                                    |       |
|    |                                    | 41:51 |
|    |                                    |       |

## Twórcy
- Malcolm Mooney – wokal wiodący
- Holger Czukay – gitara basowa, syntezator, dyktafon, róg
- Michael Karoli – gitara, wokal wspierający, gitara basowa, organki
- Jaki Liebezeit – perkusja, bębny
- Irmin Schmidt – keyboardy, zanza